# The 18th Letter
Albums de Rakim
The Master
(1999)
The 18th Letter est le premier album studio de Rakim, sorti le 4 novembre 1997.
Publié cinq ans après la séparation du groupe Eric B. & Rakim, il a reçu un accueil critique positif. Il s'est classé 1er au Top R&B/Hip-Hop Albums et 4e au Billboard 200 et a été certifié disque d'or par la Recording Industry Association of America (RIAA) le 11 décembre 1997.
L'opus est également sorti dans une version spéciale intitulée The 18th Letter / The Book of Life ajoutant à l'album original une compilation des meilleurs titres d'Eric B. & Rakim.

## Liste des titres
| No  | Titre                                                                          | Contient un (des) sample(s) de | Durée |
| --- | ------------------------------------------------------------------------------ | --- | ----- |
| 1.  | Intro                                                                          | | 0:13  |
| 2.  | The 18th Letter (Always and Forever) (Produit par Father Shaheed)              | Rainy Days & Mondays de The Smith Connection Do Your Thing de Lyn Collins | 3:01  |
| 3.  | Skit                                                                           | | 0:24  |
| 4.  | It's Been a Long Time (Produit par DJ Premier)                                 | Call Me, Come Back Home des Cecil Holmes Soulful Sounds Eric B. Is President d'Eric B. & Rakim I Know You Got Soul d'Eric B. & Rakim                                                                 | 3:58  |
| 5.  | Remember That (Produit par Clark Kent)                                         | Thoughts of Old Flames de Pleasure | 4:40  |
| 6.  | The Saga Begins (Produit par Pete Rock)                                        | Hell on Earth (Front Lines) de Mobb Deep Love Has a Way de Monty Alexander Just Rhymin' With Biz de Big Daddy Kane featuring Biz Markie Eric B. Is President d'Eric B. & Rakim Jam on It de Newcleus | 4:22  |
| 7.  | Skit                                                                           | | 0:19  |
| 8.  | Guess Who's Back (Produit par Clark Kent)                                      | Shamboozie de Bob James Bring the Noise de Public Enemy My Melody d'Eric B. & Rakim | 4:11  |
| 9.  | Stay a While (Produit par Clark Kent)                                          | Stay a Little While, Child de Loose Ends (1986) | 4:25  |
| 10. | New York (Ya Out There) (Produit par DJ Premier)                               | Down and Out in New York City de James Brown Long Red de Mountain M.C. Battle de Busy Bee et Rodney Cee Animal Instinct de Mobb Deep featuring Big Twins et Ty Nitty                                 | 4:04  |
| 11. | Show Me Love (Produit par Nic Wiz)                                             | The Understanding d'Hubert Eaves III | 4:19  |
| 12. | Skit                                                                           | | 0:19  |
| 13. | The Mystery (Who Is God?) (Produit par Naughty Shorts, Kid Nyce et Bill Blass) | I'll Never Let You Go des Sylvers Good Morning Heartache de Charles McPherson | 5:21  |
| 14. | When I'm Flowin' (Produit par Pete Rock)                                       | A Time for Love de Monty Alexander The Distant Galaxy de Don Sebesky Just Rhymin' With Biz de Big Daddy Kane featuring Biz Markie                                                                    | 5:04  |
| 15. | It's Been a Long Time (Suave House Mix) (Produit par Mo-Suave-A)               | Long Red de Mountain | 3:59  |
| 16. | Guess Who's Back" (Alternative Mix) (Produit par Clark Kent)                   | | 4:11  |
| 17. | Outro                                                                          | | 1:20  |